# Cantón de Givors
El cantón de Givors (en francés canton de Givors) era una división administrativa francesa, que estaba situada en el departamento de Ródano, de la región Ródano-Alpes.
En aplicación del artículo L3611-1 del Código general de las colectividades territoriales francesas, el uno de enero de 2015 dos de las comunas del cantón de Givors pasaron a formar parte de la Metrópoli de Lyon, y en aplicación del Decreto nº 2014-267 el 1 de abril de 2015, las otra siete comunas que quedaban, cuatro pasaron a formar parte del cantón de Mornant y tres pasaron a formar parte del cantón de Saint-Symphorien-d'Ozon.

## Composición
El cantón estaba formado por nueve comunas:
- Chassagny
- Échalas
- Givors
- Grigny
- Millery
- Montagny
- Saint-Andéol-le-Château
- Saint-Jean-de-Touslas
- Saint-Romain-en-Gier